# Friedrich Wilhelm Barkhausen

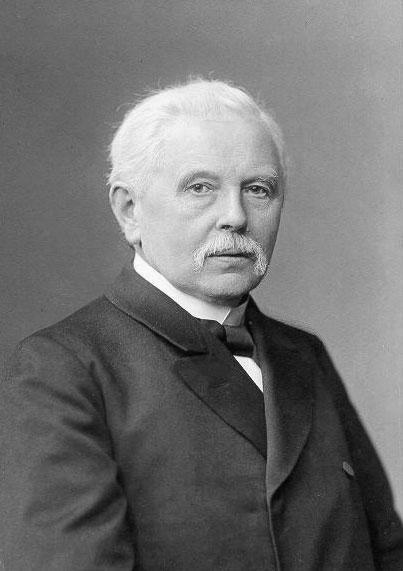
Friedrich Wilhelm Barkhausen, 1902

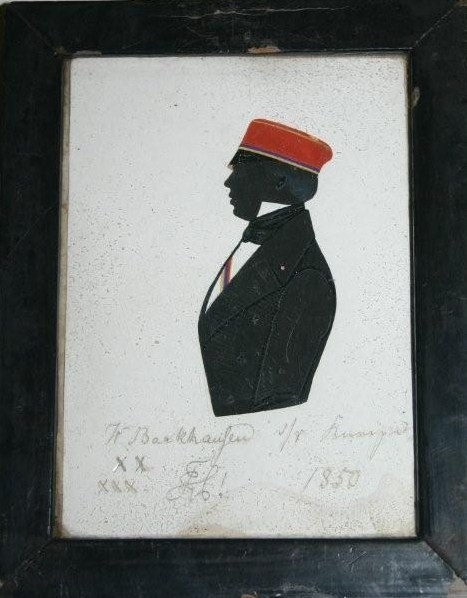
Friedrich Wilhelm Barkhausen 1850 als Student in Göttingen

Friedrich Wilhelm Barkhausen (* 24. April 1831 in Misburg bei Hannover; † 31. August 1903 in Breslau) war ein deutscher Verwaltungsjurist.

## Leben
Barkhausen studierte in Göttingen und Heidelberg Mathematik und Naturwissenschaften, später auch Rechts- und Staatswissenschaften. Er war Mitglied des Corps Hannovera Göttingen. 1869 wurde er von der preußischen Regierung zum Konsistorialrat und Vorsitzenden des Konsistoriums der Generaldiözese Bremen-Verden in Stade ernannt. 1873 wechselte er nach Berlin in das preußische Kultusministerium, wo er 1881 Direktor der Geistlichen Abteilung wurde.
Barkhausen war Mitglied des Preußischen Herrenhauses. 1890 wurde er Unterstaatssekretär im Ministerium der geistlichen Angelegenheiten und 1891 Präsident des altpreußischen Evangelischen Oberkirchenrats. 1893 übernahm er das Präsidium der Preußischen Hauptbibelgesellschaft. Ab 1875 war er zudem Kurator des Klosters Loccum. Als solcher setzte er sich unter anderem für einen Neubau der Inselkirche Langeoog ein. 1903 starb Barkhausen auf einer Dienstreise anlässlich des Begräbnisses des schlesischen Generalsuperintendenten Hugo Nehmiz.
Seine Tochter Theodore Barkhausen (1869–1959) wurde nach seinem Tode Kaiserswerther Diakonisse und leitete in der Zeit vom Ersten Weltkrieg bis zum israelischen Unabhängigkeitskrieg nach dem Zweiten Weltkrieg über die Kaiserin Auguste Victoria-Stiftung auf dem Ölberg in Jerusalem die Kaiserswerther Orientarbeit.

## Werke
- Begrüssungs-Ansprache in der Sitzung der Versammlung der Gustav Adolf-Vereine am 29. September 1897 zu Berlin. Harrach, Kreuznach 1897
- Hrsg.: Das Deutsche Kaiserpaar im Heiligen Land im Herbst 1898. Mit allerhöchster Ermächtigung Seiner Majestät des Kaisers und Königs bearbeitet nach authentischen Berichten und Akten. Berlin 1899

## Ehrungen
- Preußischer Königlicher Kronenorden 1. Klasse mit Brillanten (1898).
- Er war Geheimer Rat und Exzellenz sowie Ehrendoktor der Theologischen Fakultäten in Halle und Marburg.
- Barkhausenstraße auf Langeoog